# Czarna (powiat wołomiński)
Czarna – wieś w Polsce położona w województwie mazowieckim, w powiecie wołomińskim, w gminie Wołomin. Ma status sołectwa.
W latach 1954–1961 wieś należała i była siedzibą władz gromady Czarna, po jej zniesieniu w gromadzie Radzymin. W latach 1975–1998 miejscowość należała administracyjnie do województwa warszawskiego.
Wierni Kościoła rzymskokatolickiego należą do parafii św. Faustyny Kowalskiej w Helenowie.

## Zabytki i obiekty historyczne
- dwór z 2. poł. XVIII w. Zbudowany dla Tomasza de Tylii, podstolego ziemi warszawskiej. Parterowy, drewniany budynek na planie prostokąta, posiadał od frontu ganek o czterech kolumnach toskańskich na murowanym cokole, zwieńczony trójkątnym drewnianym szczytem. Mansardowy dach kryty był gontem. Po drugiej wojnie światowej uległ dewastacji i został rozebrany. Nowi właściciele od podstaw odbudowali dwór w nieco zmienionym kształcie, wznosząc go wyżej, ale zachowując jego poprzedni charakter[9].
- pozostałości parku krajobrazowego z 1. poł. XIX w.
- neogotycki spichlerz, murowany z ok. poł. XIX w. Od frontu posiada ryzalit z podcieniem o trzech ostrołukowych arkadach, zwieńczony trójkatnym szczytem z płyciną o wykroju czteroliścia. Otwory okienne o ostrołukowym kształcie. Dwuspadowy dach pokryty blachą.
- kapliczka przydrożna z XVIII w. Murowana, słupowa, dwukondygnacjowa na cokole. Wewnątrz barokowa rzeźba św. Rocha, pochodząca z XVIII w.

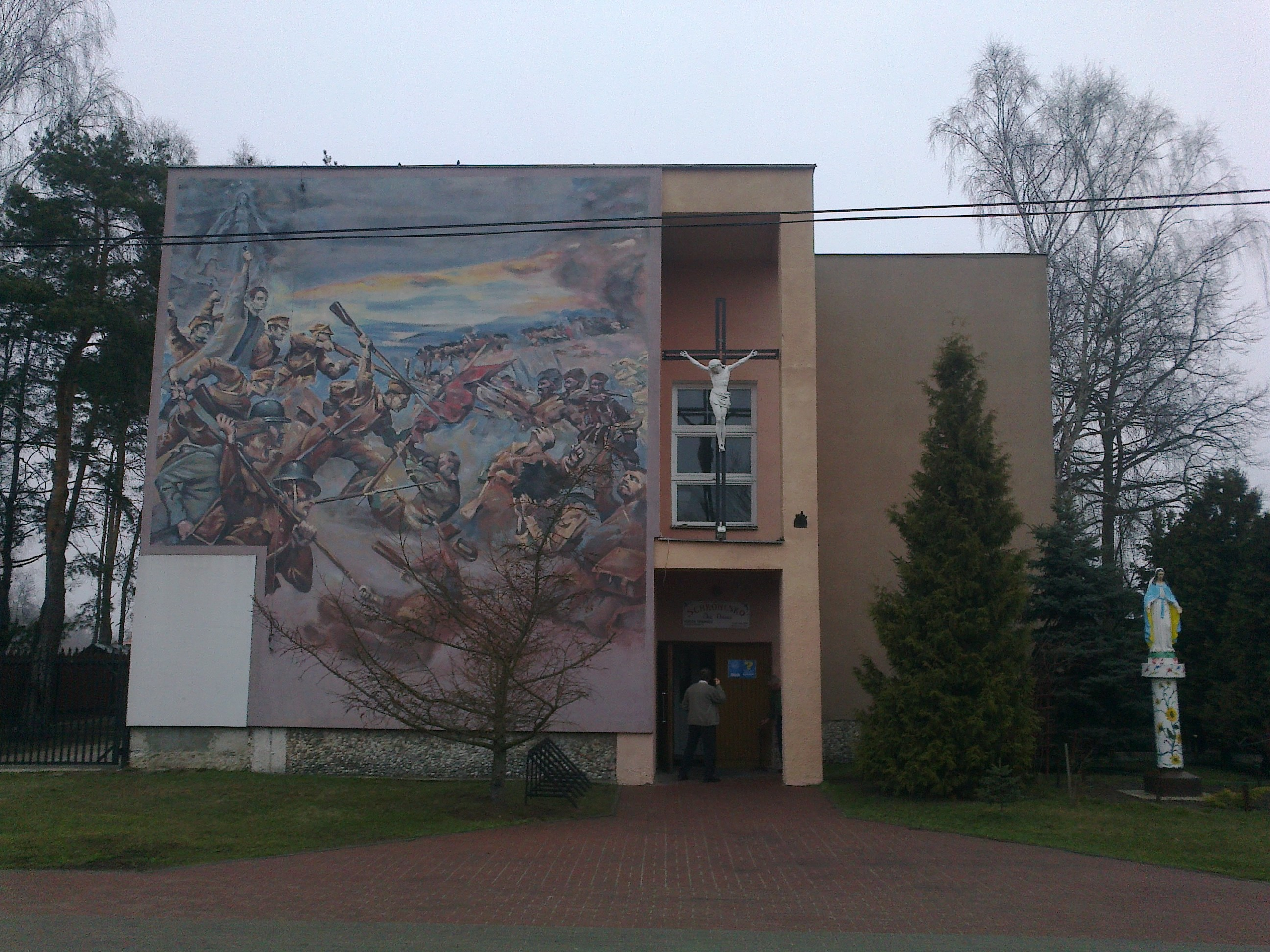
Schronisko dla bezdomnych

## Schronisko Don Orione dla Bezdomnych
Budowa budynku została rozpoczęta w 1984 z przeznaczeniem na punkt katechetyczny. Po powrocie nauki religii do szkół w 1990 zorganizowano w nim schronisko dla bezdomnych Don Orione. Schronisko mieści się przy ul. W. Witosa 46. Znajduje się w nim publiczna kaplica.